# Thelymitra exigua
Thelymitra exigua är en orkidéart som beskrevs av Jeffrey A. Jeanes. Thelymitra exigua ingår i släktet Thelymitra och familjen orkidéer. Inga underarter finns listade i Catalogue of Life.